# Ян Лянь (тяжелоатлетка)
Ян Лянь (кит. упр. 杨炼, пиньинь Yáng Liàn, род. 16 октября 1982 года) — китайская тяжелоатлетка.

## Карьера
Чемпионка мира. Обладательница действующих рекордов мира в категории до 48 кг — в рывке (98 кг) и в двоеборье (217 кг).